# Eunephrops
Eunephrops là một chi trong Họ Tôm hùm càng được tìm thấy ở Đại Tây Dương:

## Các loài
Chi này gồm 4 loài:
- Eunephrops bairdii Smith, 1885
- Eunephrops cadenasi Chace, 1939
- Eunephrops luckhursti Manning, 1997
- Eunephrops manningi Holthuis, 1974